# Panogen
Le Panogen est un fongicide de traitement des semences produit par la firme suédoise Lauxein Casco de Stockholm à partir de 1938. De formulation liquide, la spécialité renfermait 1,2 % de méthylmercure dicyandiamide. Elle était homologuée en France en 1949 sur blé à 0,2l/quintal.
Ce produit a été suspecté, probablement à tort, dans l'affaire du « pain maudit » de Pont-Saint-Esprit (1951).
En Suède, plusieurs cas d'empoisonnement ont été décrits (1949) d'une part chez des ouvriers travaillant en silo et d'autre part dans une famille après consommation d'un pain fabriqué avec de la farine souillée. En 1960 des paysans se sont empoisonnés en mangeant des semences traitées au Panogen.
Des cas d'intoxication ont également été étudiés en France, manipulation en silo en 1961 à Le Plessis-Belleville, et aux États-Unis, consommation à Alamogordo en 1969.